# Futurama/Simpsons Infinitely Secret Crossover Crisis
De Futurama/Simpsons Infinitely Secret Crossover Crisis is een tweedelige stripserie gebaseerd op de animatieseries Futurama en The Simpsons. De strip is een crossover tussen de twee series, en werd gepubliceerd in 2002 en 2003.
In de Verenigde Staten werd de serie gepubliceerd als een eigen stripreeks, los van de Simpsons Comics en Futurama Comics. In het Verenigd Koninkrijk werden de strips afgedrukt als delen van de Futurama Comics.

## Inhoud
Het verhaal is gebaseerd op de Futurama aflevering "The Day the Earth Stood Stupid". In die aflevering stuurde de Brain Spawn Fry en Leela naar verschillende fictieve werelden uit boeken en televisieseries zoals De Lotgevallen van Tom Sawyer en Moby Dick.
De strip gaat ervan uit dat Futurama “echt” is, en dat binnen de wereld van Futurama “The Simpsons” een televisieserie is.

### Deel 1: Somewhere Over The Brain-bow!
De strip begint in Springfield met een verkiezingsronde tussen burgemeester Joe Quimby en Snowball II, de kat van de familie Simpson. Dan zoomt het beeld uit en blijkt dit slechts een oude Simpsons strip te zijn die wordt gelezen door Fry. Hij en de Planet Express crew zijn op weg naar de levende planeet Nerdanus XII om de grootste stripboekenverzameling van het universum naar de planeet te brengen. Plan is om de strips in vloeibare diamanten te stoppen, aangezien dit blijkbaar de enige manier is om ze tot verzamelobjecten te maken.
Terwijl ze de strips uitladen wordt de crew geraakt door de “stupifaction staal” van Brain Spawn. Deze straal maakt een ieder die er door geraakt wordt dom. Fry is de enige die weet te ontkomen. Hij slaagt erin het effect van de straal op Leela en Bender. Brain Spawn laat zich niet zomaar tegenwerken, en transporteert de crew naar de fictieve werelden uit de strips die ze mee hadden genomen.
Bender gebruikt een “spoiler straal” om de Brains hun plannen te laten onthullen. Ze willen de aarde veroveren door een valse verzamelaarsmarkt te creëren. Door alle boeken, strips, films en andere media van de aarde in vloeibare diamanten te stoppen zal niemand nog toegang hebben tot hun inhoud, en als de aarde dom genoeg is geworden beginnen ze hun invasie. Fry zweert dat de andere leden van Planet Express hun dood zullen wreken, dus worden Professor Farnsworth, Hermes, Amy, Scruffy en Dr. Zoidberg naar de planeet gehaald. Ze worden echter allemaal getransporteerd naar de oude Simpsons strip die Fry eerder las.
Op Fry en Nibbler na krijgen alle leden van Planet Express geheugenverlies bij hun aankomst in de stripwereld, en ze zwerven doelloos door Springfield. Op Nibblers advies besluit Fry om eerst de Simpsons op te zoeken.
Bender belandt in Moe's Tavern, waar hij Homer Simpson ontmoet. Homer denkt dat Bender de nieuwe mascotte van Duff Beer is. Fry gaat naar de lagere school van Springfield, waar hij wordt aangezien voor de nieuwe vervangende leraar. Hij wordt toegewezen aan de klas van Bart Simpson. Hij probeert Bart uit te leggen wat er gaande is, maar die gelooft hem uiteraard niet en laat hem opsluiten in de school. Leela ziet Lisa Simpson die wordt geplaagd door een paar klasgenoten, en leert haar voor zichzelf op te komen. Hermes en Zoidberg belanden in de nucleaire centrale van Springfield, waar ze de aandacht trekken van Mr. Burns en Smithers. Scruffy wordt een assistent van Groundskeeper Willie. Marge Simpson vindt Nibbler en ziet hem aan voor een baby (omdat hij haar hypnotiseert). Ze geeft hem wat melk, waardoor hij ook zijn geheugen verliest.

### Deel 2: Liquid Diamond Is Forever!
Bender wordt Moe's Tavern uitgesmeten nadat hij iets uithaalt met de liefdestester. Homer haalt Ned Flanders over om Bender onderdak te geven. Flanders betrapt Bender wanneer die “iets doet” met zijn jukebox, en Bender moet ook wegvluchten uit het huis van Flanders. In het Springfield Retirement Castle hoort Professor Frink Farnsworth praten met Abraham Simpson en beseft dat Farnsworth een genie is. Hij helpt Farnsworth ontsnappen. In de Springfield Country Club red Zoidberg Mr. Burns van verstikking, waarna Mr. Burns Zoidberg tot zijn persoonlijke arts maakt.
De volgende dag slaagt Fry er eindelijk in Bart te overtuigen van zijn verhaal door hem de strip te tonen waar ze beide in zitten. Ze vliegen door Springfield met vliegende skateboarden. In de kerncentrale krijgt Hermes zijn geheugen terug nadat Zoidberg over hem niest. Mr. Burns hoort de twee over de toekomst praten, en denkt zijn voordeel te kunnen doen met deze kennis. Daarom laat hij de twee ontvoeren.
Lisa neemt Leela mee naar haar huis. Binnen ziet Leela Nibbler, en dit brengt haar geheugen weer terug. Nibbler gebruikt zijn mentale krachten om snel iedereen uit te leggen wat er gaande is. Fry en Bart arriveren, gevolgd door Homer en Bender. Nibbler voelt dat er een groot gevaar dreigt, en het hele gezelschap reist met de auto van de Simpsons naar de kerncentrale. Ze gebruiken antizwaartekracht kauwgum om de auto te laten vliegen. Onderweg pikken ze ook Frink en Farnsworth op. Omdat de auto nu overbeladen is, blijven Fry en Lisa achter.
De anderen arriveren in de krachtcentrale, waar ze ontdekken dat Mr. Burns Zoidberg aan radioactief materiaal zal blootstellen tenzij hij hem meeneemt naar de “futuristische wereld”. Farnsworth en Frink hebben een apparaat uitgevonden waarmee de Planet Express crew terug kan keren naar hun eigen wereld. Een gevecht om het apparaat in handen te krijgen breekt los. Burn en Smithers bemachtigen het apparaat, maar worden gestopt wanneer een groep aliens (die sterk lijken op Kang & Kodos) de kerncentrale binnen dringen. Burns en Smithers vluchten voor hun leven en laten het apparaat achter. Wanneer ze weg zijn blijkt dat de aliens in werkelijkheid gewoon hologrammen zijn, gemaakt door Fry en Lisa met Fry's holophoner.
De professoren gebruiken hun machine, die een scheur in de strip veroorzaakt. Nerdanus XII beschiet de brains, waardoor de barrière rond de strip verdwijnt en de crew eindelijk naar huis kan. Eenmaal thuis krijgen ze de verrassing van hun leven: heel New New York is gevuld met inwoners van Springfield.

## Achter de scènes
De serie werd geschreven door Simpsons Comics schrijver Ian Boothby, en getekend door James Lloyd.
Het einde van de strip was oorspronkelijk bedoeld als grap maar werd later door Boothby en Lloyd gebruikt om een vervolg te schrijven: Crossover Crisis II.
Deel 1 van de strip kwam uit op 21 augustus 2002 en deel 2 op 28 januari 2003.